# Lucas Hernández
Lucas François Bernard Hernández (* 14. Februar 1996 in Marseille) ist ein französischer Fußballspieler. Nach insgesamt 12 Jahren bei Atlético Madrid spielte der Abwehrspieler von 2019 bis 2023 für den FC Bayern München, mit dem er das Triple in der Saison 2019/20 gewann. Zur Saison 2023/24 wechselte er zum französischen Erstligisten Paris Saint-Germain. Hernández kann als Innen-, aber auch als Linksverteidiger, wie im Finale der Weltmeisterschaft 2018, spielen, das er mit der französischen Nationalmannschaft gewann.

## Karriere

### Vereine

#### Karrierebeginn und Wechsel zu Atlético
Hernández begann das Fußballspielen bei Rayo Majadahonda, einem in der gleichnamigen Gemeinde nordwestlich von Madrid ansässigen Verein; danach wechselte er mit elf Jahren in die Jugendabteilung von Atlético Madrid. Bereits als 17-Jähriger stand er mehrfach im Kader der Profimannschaft, spielte aber zunächst meist mit der zweiten Mannschaft in der Gruppe 2 der Segunda División B, der dritthöchsten Spielklasse im spanischen Fußball.
Ab Beginn des Jahres 2016 kam der vielseitig einsetzbare Defensivspieler dann immer wieder zu Einsätzen für die Profimannschaft, darunter auch ein Kurzeinsatz im Finale der Champions League in Mailand, das im Elfmeterschießen gegen den Stadtrivalen Real Madrid verloren wurde. Bis Ende 2017 stand er bei den meisten Spielen nicht in der Startelf, erst ab Beginn des Jahres 2018 änderte sich dies. Im März 2018 erfolgte die erstmalige Berufung in die französische Nationalmannschaft. Nachdem Atlético im Herbst 2017 die Gruppenphase der Champions League lediglich als Gruppendritter beendet hatte, ging es im neuen Jahr für den Verein in der Europa League weiter, wo zunächst die Hürden FC Kopenhagen und Lokomotive Moskau genommen wurden, man sich im weiteren Verlauf auch gegen Sporting Lissabon und den FC Arsenal durchzusetzen vermochte und somit ins Endspiel einzog, das im Parc Olympique Lyonnais nahe Lyon ausgetragen wurde. Gegner war Olympique Marseille aus Hernández’ Geburtsstadt und ebenso wie bei nahezu allen anderen Spielen des Wettbewerbs – einmal fehlte er verletzungsbedingt – gehörte Hernández auch im Endspiel zur Anfangsformation von Atleti und trug zum 3:0-Finalsieg seiner Mannschaft bei, dem insgesamt vierten Europapokalsieg des Vereins. Nach der Saison wurde seine Vertragslaufzeit um weitere zwei Jahre bis zum 30. Juni 2024 verlängert.
Die Saison 2018/19 wurde Hernández’ letzte im Atlético-Trikot. Im ersten Pflichtspiel gewann Hernández mit seinem Team den UEFA Super Cup in Estland gegen Real Madrid. Die folgenden Monate waren für Hernández durch zahlreiche Verletzungen geprägt. Das Liga-Spiel gegen Real, diesmal im Februar 2019 war Hernández’ letzter Einsatz für Atlético, da er sich eine Innenbandverletzung im rechten Knie zugezogen hatte und bis Saisonende ausfiel.

#### FC Bayern München
Bereits Ende März 2019 verkündete der deutsche Meister FC Bayern München die Verpflichtung von Lucas Hernández zur Saison 2019/20 für die festgeschriebene Ablösesumme von 80 Millionen Euro und stattete ihn mit einem Fünfjahresvertrag aus. Nach seiner Genesung gehörte er beim FC Bayern ab dem 2. Spieltag zur Anfangsformation, verletzte sich jedoch im Oktober erneut und fiel bis Februar aus. Am Saisonende gewann er mit dem FC Bayern München das Triple aus deutscher Meisterschaft, DFB-Pokal und UEFA Champions League.

#### Paris Saint-Germain
Am 9. Juli 2023 gab Paris Saint-Germain auf seiner vereinsinternen Website die Verpflichtung von Lucas Hernández zur Saison 2023/24 bekannt, der einen bis zum 30. Juni 2028 datierten Vertrag unterzeichnete. 2024 gewann Hernández in seiner ersten Saison die französische Meisterschaft mit Paris Saint-Germain (10 Meistertitel von 2013 bis 2024). Im Champions-League-Halbfinale gegen Borussia Dortmund am 1. Mai 2024 erlitt er einen Riss des vorderen Kreuzbands im linken Knie, nur anderthalb Jahre nach seinem Kreuzbandriss im rechten Knie bei der WM 2022 und verpasst damit die Europameisterschaft.

### Nationalmannschaft
Hernández durchlief die Altersklassen U16, U18, U19, U20 und U21 der Nachwuchsnationalmannschaften Frankreichs, bevor er am 23. März 2018 in der A-Nationalmannschaft debütierte, die ein Testspiel gegen die Nationalmannschaft Kolumbiens mit 2:3 in Paris verlor; er wurde in der 76. Minute für Lucas Digne eingewechselt.
Am 17. Mai 2018 wurde er von Trainer Didier Deschamps in den Kader für die Weltmeisterschaft in Russland berufen. Er bestritt alle sieben Turnierspiele, einschließlich des am 15. Juli in Moskau mit 4:2 gewonnenen Finales gegen die kroatische Nationalmannschaft.
Bei der Europameisterschaft 2021 schied er mit der französischen Auswahl im Achtelfinale gegen die Schweiz im Elfmeterschießen aus.
Im ersten Gruppenspiel der Nationalmannschaft bei der WM 2022 in Katar verletzte Hernández sich nach 13 Minuten schwer und wurde für den Rest des Turniers durch seinen Bruder Theo ersetzt. Das Team wurde Vizeweltmeister.

## Titel

### Nationalmannschaft
- Weltmeister: 2018
- UEFA-Nations-League-Sieger: 2021

### Vereine
International
- Champions-League-Sieger (2): 2020 (FC Bayern München), 2025 (Paris Saint-Germain)
- Europa-League-Sieger: 2018 (Atlético Madrid)
- Klub-Weltmeister: 2020 (FC Bayern München)
- UEFA-Super-Cup-Sieger (2): 2018 (Atlético Madrid), 2020 (FC Bayern München)

Deutschland
(alle FC Bayern München)
- Meister (4): 2020, 2021, 2022, 2023
- Pokalsieger: 2020
- Supercupsieger (2): 2020, 2022

Frankreich
(alle Paris Saint-Germain)
- Meister (2): 2024, 2025
- Pokalsieger (2): 2024, 2025
- Supercupsieger: 2023

## Sonstiges
Hernández verbrachte seine ersten fünf Lebensjahre in Frankreich und lebte danach in Spanien. Laut eigener Aussage spricht er besser Spanisch als Französisch. Sein Vater Jean-François, der spanische Wurzeln hat, spielte ebenfalls als Verteidiger für Atlético Madrid. Sein jüngerer Bruder Theo (* 1997) ist ebenfalls Profifußballer. Seit 2019 spielt dieser für den AC Mailand in Italien.
Lucas Hernández ist mehrfach aufgrund häuslicher Gewalt vorbestraft. Zuletzt wurde im Oktober 2021 eine Freiheitsstrafe von sechs Monaten auf Bewährung sowie eine Geldstrafe von 96.000 Euro vom Landgericht Madrid ausgesprochen.